# Fulda (Fluss)
Die Fulda ist der 220,4 km lange linke Quellfluss der Weser. Sie entspringt im hessischen Teil der Rhön an der Wasserkuppe und endet zwischen Kaufunger Wald und Reinhardswald in der Dreiflüssestadt Hann. Münden (Niedersachsen), wo sie sich mit der von rechts kommenden Werra zur Weser vereinigt.
Die 6.947 km² Einzugsgebiet entwässernde Fulda ist zwar der kürzere der beiden Weser-Quellflüsse, führt am Zusammenfluss aber etwas mehr Wasser. Davon entstammt wiederum etwa die Hälfte der Eder, die ihr erst im Unterlauf zufließt.
Die Fulda ist innerhalb Hessens der Fluss mit der größten Fließlänge.

### Quellen

Südöstliche Fuldaquelle
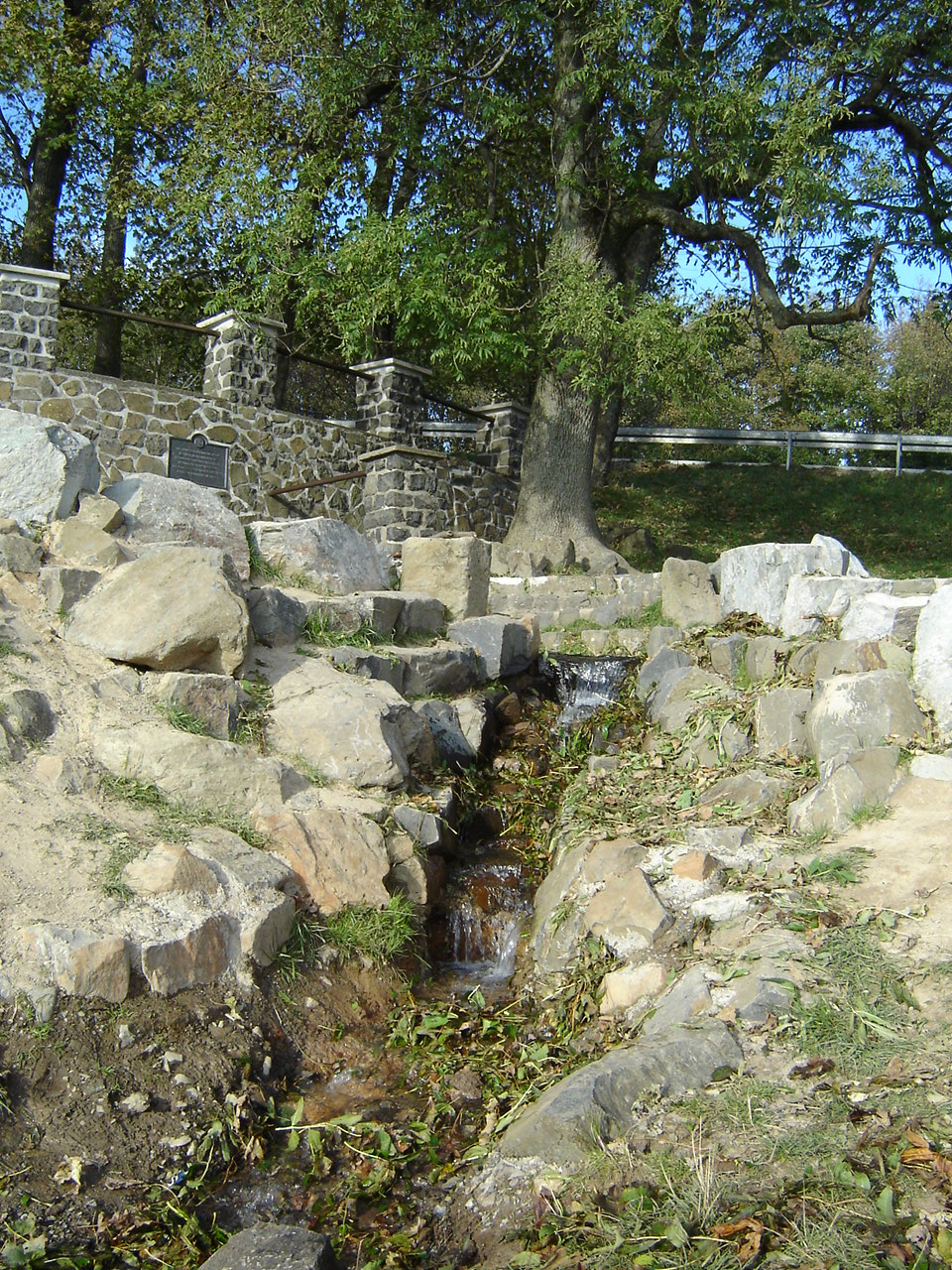
Südöstliche gefasste Fuldaquelle
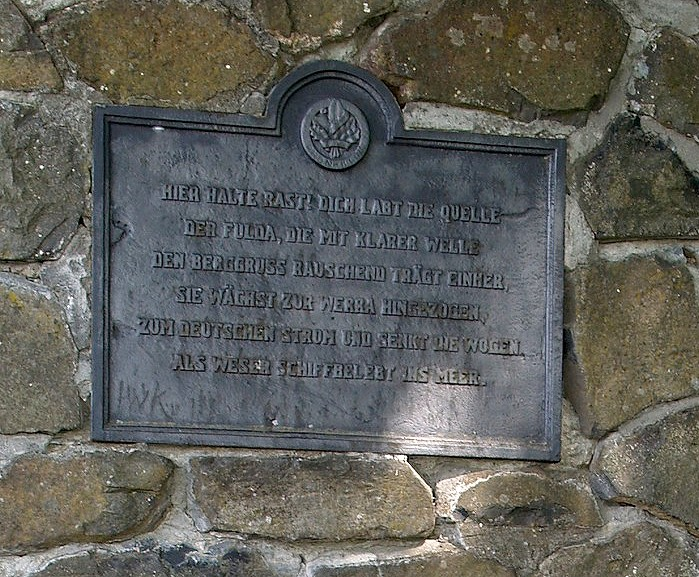
Inschrift an dieser Quelle
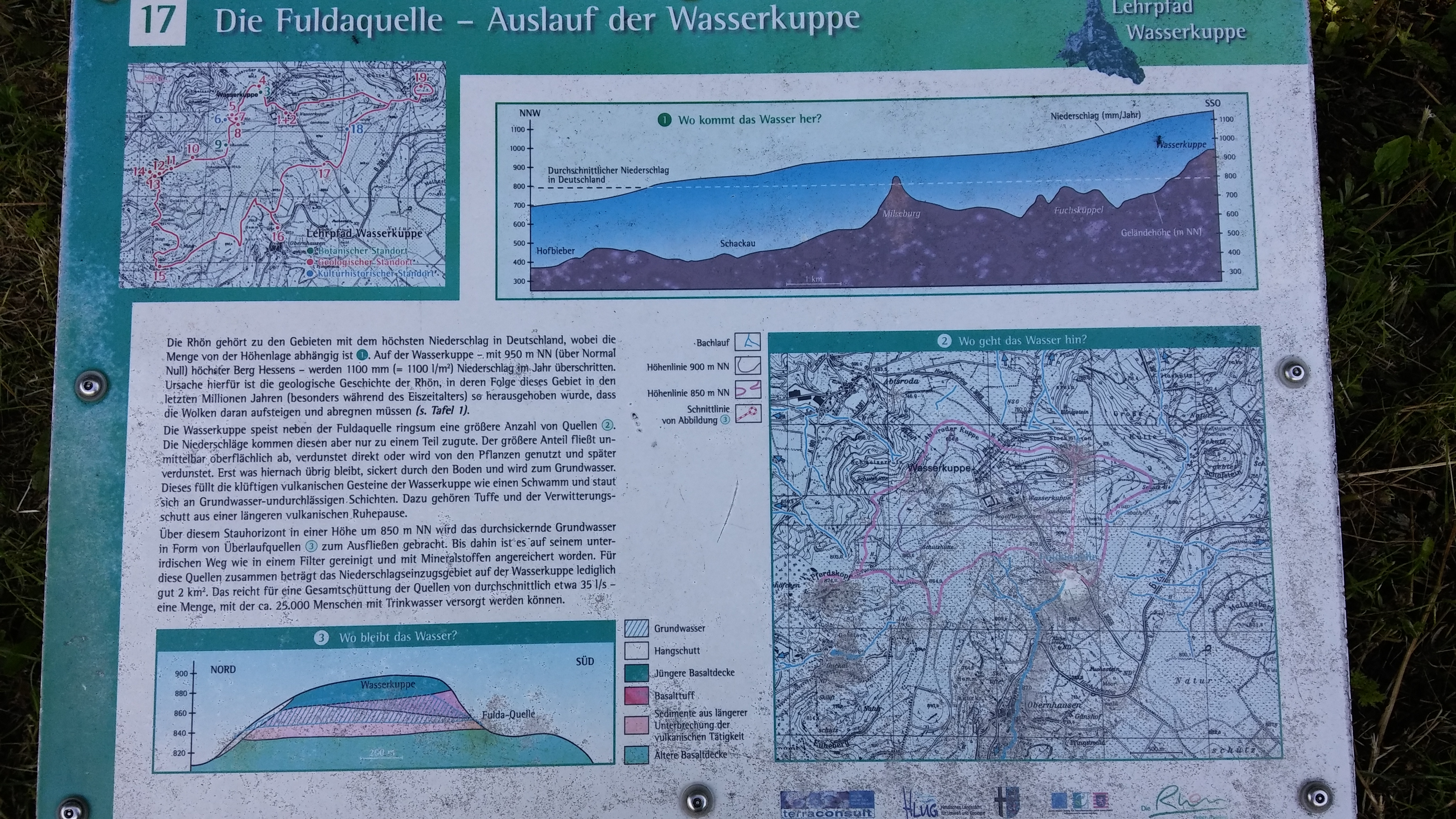
17. Informationstafel zur Fulda

## Flusslauf

### Oberlauf
Von der Wasserkuppe fließt die Fulda zuerst in südlicher Richtung vorbei am Feldberg nach Gersfeld und hat bis dorthin nach nur etwa 6 km Flusslänge schon 368 m Höhenunterschied überwunden. Von dort aus fließt sie einige Kilometer in westlicher Richtung nach Eichenzell, knickt dort nach Norden ab und erreicht danach auf 275 m Höhe die Stadt Fulda.

### Mittellauf
Linker Hand der Fulda liegt hier der Vogelsberg und rechter Hand die Kuppenrhön. Etwas weiter nördlich erreicht sie den kleinen Ort Lüdermünd (Stadtteil von Fulda), wo die Lüder einmündet, dann die Stadt Schlitz, wo ihr die Schlitz zufließt, danach den Ort Niederaula (Ortsteil Niederjossa), wo die Jossa einmündet und noch weiter nördlich Bad Hersfeld, wo ihr die Haune, der Geisbach und die Solz zufließen.
Nachdem die Fulda zwischen Knüllgebirge und Seulingswald durchgeflossen ist, mündet von links der Rohrbach. Danach erreicht die Fulda über Bebra und Rotenburg a.d. Fulda die Ortschaft Malsfeld, wo ihr die Beise zufließt. Bei Obermelsungen mündet die Pfieffe, in Melsungen der Kehrenbach. Danach fließt ihr die Mülmisch leicht südlich von Körle zu.
Das Fuldaknie ist eine Biegung des Flusses in der Nähe der Stadt Bebra. Zwischen dem Knüllgebirge und dem Seulingswald in nordöstliche Richtung fließend, macht der Fluss vor dem Stölzinger Gebirge eine Biegung in nordwestliche Richtung.

### Unterlauf
Nach zwei Flussschleifen bei Guxhagen mündet bei Grifte, einem Ortsteil von Edermünde, von Südwesten her kommend die Eder, der größte und die Fulda an Wasserführung übertreffende Nebenfluss ein, der hier 0,75 km länger ist als die Fulda in ihrem bisherigen Lauf und der beim Zusammenfluss im Gegensatz zur Fulda seine Richtung nicht ändert. Noch etwas weiter nördlich fließen in Kassel unter anderen Drusel (Kleine Fulda), Ahne, Wahle, Losse und Nieste ein.
Von Kassel fließt die Fulda, abgesehen von einer Flussschleife, zwischen Reinhardswald im Nordwesten und Kaufunger Wald im Südosten als Grenzfluss zu Süd-Niedersachsen durch ein oftmals enges und recht stark gewundenes Durchbruchstal, in dem ihr bei Fuldatal-Simmershausen die Espe zufließt.

### Mündung
Rund 32 km unterhalb bzw. nordöstlich von Kassel erreicht das Wasser der Fulda schließlich das in Südniedersachsen gelegene Hann. Münden, wo sie sich auf 116,5 m Höhe mit der Werra zur Weser vereinigt.

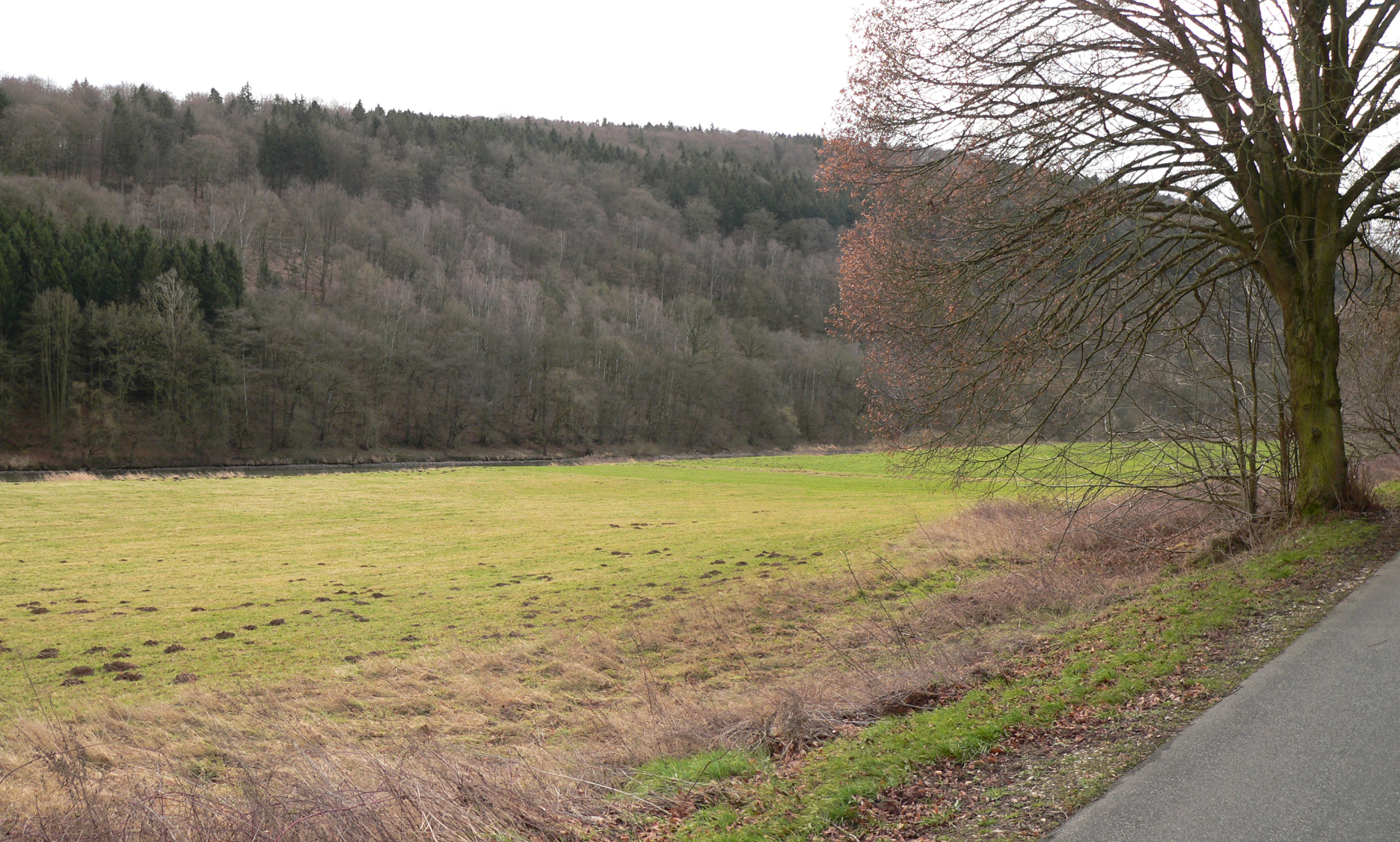
Fulda im engen Flusstal bei Wilhelmshausen
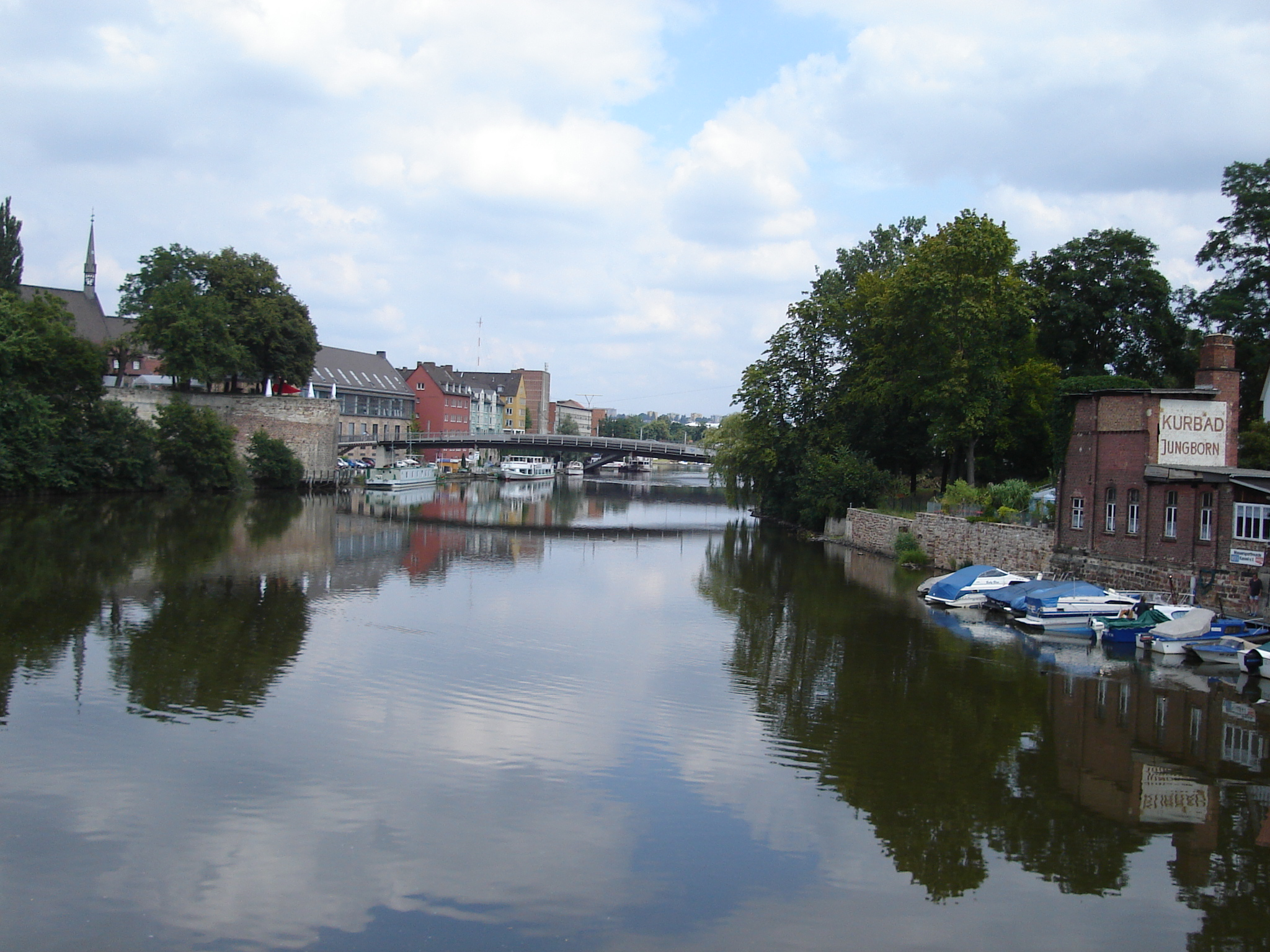
Die Fulda in Kassel, durch Rückstau des Wehrs Kassel verbreitert
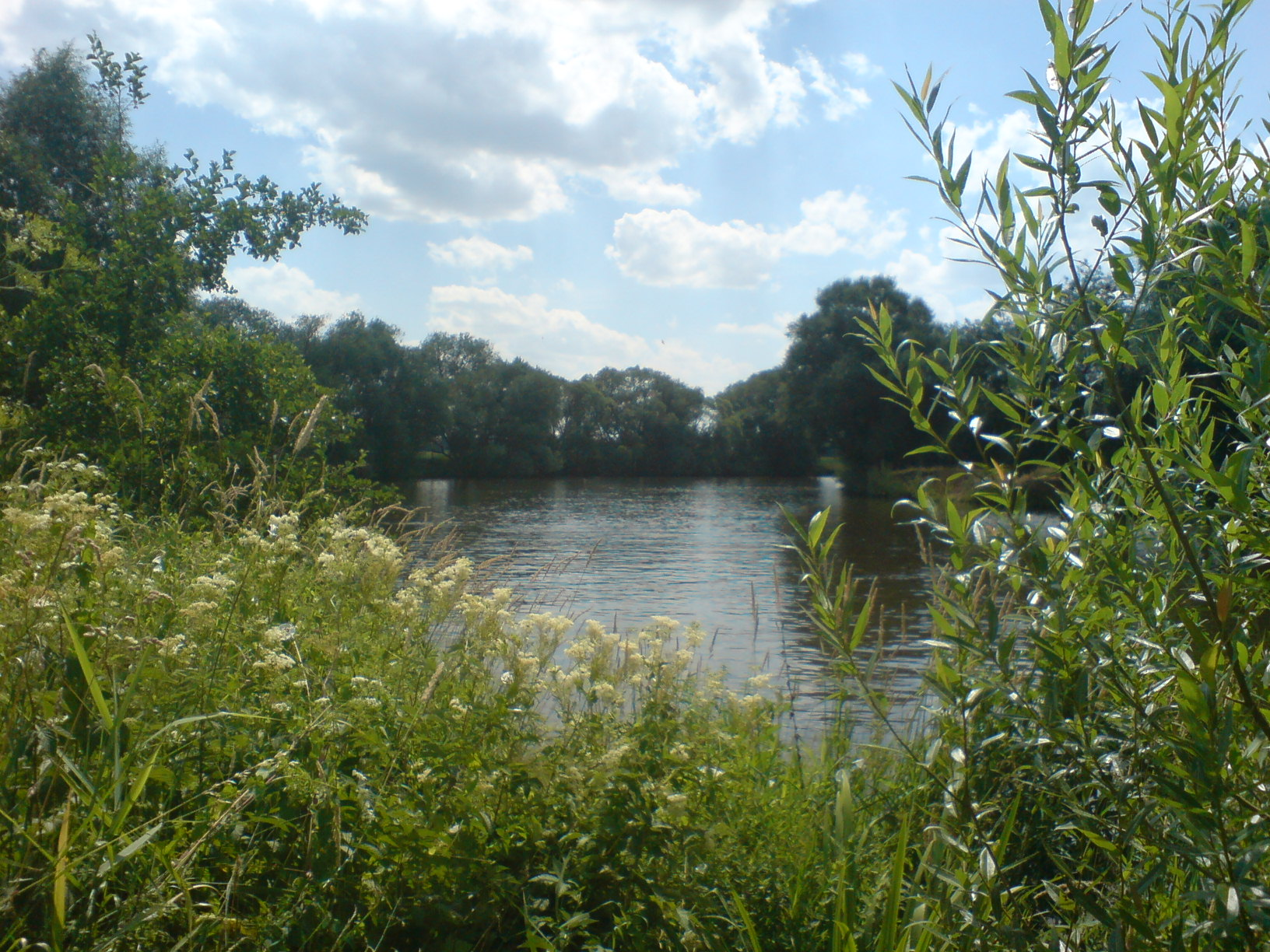
Szene unterhalb von Kassel im Juli mit Mädesüß und Rohrglanzgras im Vordergrund
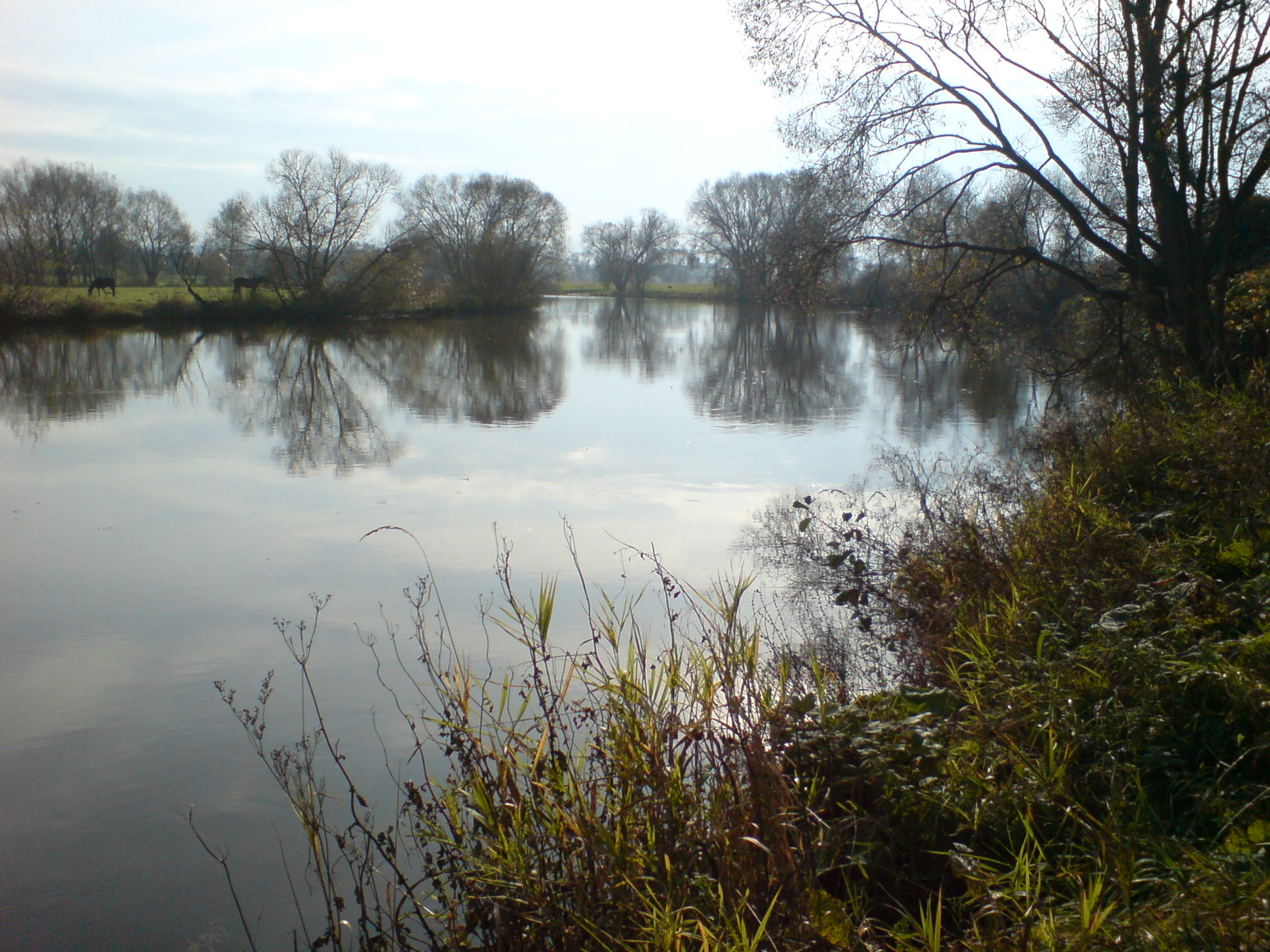
Durch das Wehr Wahnhausen aufgestaute, seeartig breite Fulda unterhalb von Kassel im November

## Landschaftsbild
Die Fulda verläuft nahezu auf ihrer gesamten Strecke in dem mehr oder weniger tief von ihr ausgewaschenen Fuldatal, in dem sie sich hauptsächlich durch den Buntsandstein kämpft. Dieses Tal, zu dessen beiden Seiten zumeist ausgedehnte Wälder und teils hohe Berge aufragen, öffnet sich eigentlich nur im weitläufigen Kasseler Talkessel.
In ihrem zumeist steil abfallenden Oberlauf beträgt die Talbreite teils nur wenige Meter bis hin zu 250 m und später bis zu 500 m. Bei Eichenzell bzw. Fulda weitet sich das Tal noch etwas, um sich danach wieder zwischen den Berghängen durchzuzwängen.
Um Bad Hersfeld und Bebra ist das Tal maximal 1,3 km breit und bei Guxhagen wieder nur wenige Hundert Meter.
Erst an der Einmündung der Eder, vor allem aber bei Kassel im Bereich der Karls- und Fuldaaue, durchfließt die Fulda in ihrer Flussniederung eine bis zu 3 km breite Ebene. Nach dieser Großstadt zwängt sie sich bis Hann. Münden wieder durch ein enges Tal, das oft nur wenige hundert Meter breit ist.

## Wirtschaftliche Nutzung

### Schifffahrtsweg
| \| \| Rehbein-Linie \| zur Weser \| zur Weser \| \| \| K & K Söllner PS \| Münden \| Münden \| \| \| \| Simmershausen \| \| \| \| \| Spiekershausen \| \| \| \| Rehbein-Linie \| Kassel \| Kassel \| \| \| \| Orangerie \| \| \| \| K & K Söllner PS \| Siebenbergen \| Siebenbergen \| |                  |                |                |
| Strecke | Rehbein-Linie    | zur Weser      | zur Weser      |
| Haltepunkt / Haltestelle · Haltepunkt / Haltestelle Streckenanfang | K & K Söllner PS | Münden         | Münden         |
| Haltepunkt / Haltestelle · Strecke |                  | Simmershausen  | Simmershausen  |
| Haltepunkt / Haltestelle · Haltepunkt / Haltestelle |                  | Spiekershausen | Spiekershausen |
| Haltepunkt / Haltestelle Streckenende · Haltepunkt / Haltestelle | Rehbein-Linie    | Kassel         | Kassel         |
| Haltepunkt / Haltestelle |                  | Orangerie      | Orangerie      |
| Haltepunkt / Haltestelle Streckenende | K & K Söllner PS | Siebenbergen   | Siebenbergen   |

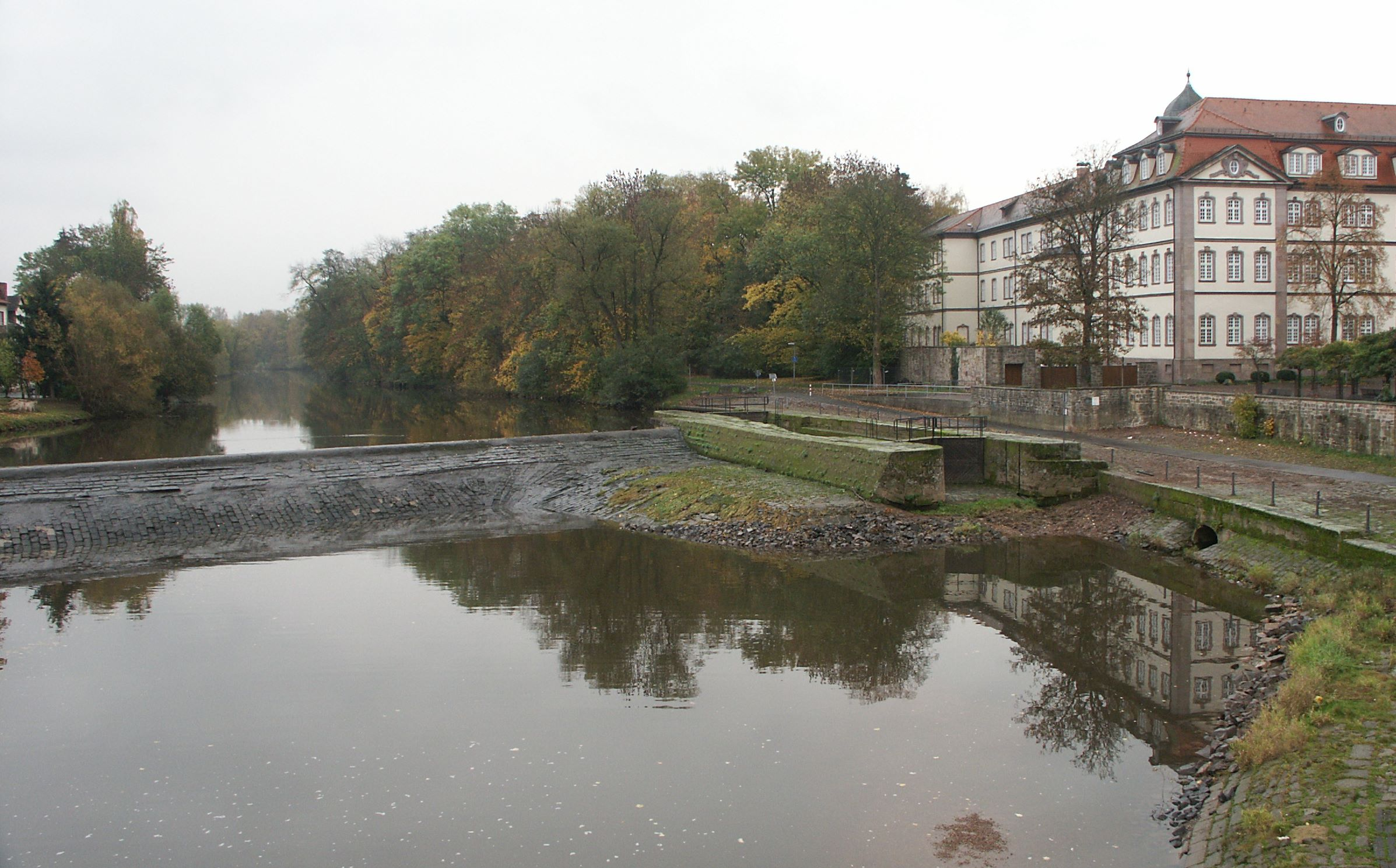
Schleuse in Rotenburg aus dem 17. Jahrhundert (außer Betrieb)

Landgraf Moritz von Hessen ließ die Fulda in den Jahren 1601 und 1602 bis Hersfeld schiffbar machen (in Rotenburg existiert noch eine Schleuse aus dieser Zeit). Dazu ließ er im Vorfeld die „Fulda-Stromkarte“ von Joist Moers anfertigen. Landgraf Moritz befuhr selbst als erster im Jahre 1601 den Fluss bis Bebra, anschließend fuldaabwärts bis Rotenburg und weiter bis Kassel. An diese denkwürdige Fahrt erinnert die Tafel am Schloss Rotenburg direkt neben der Rotenburger Schleuse. Die Schiffe hatten damals meist eine Länge von 20 bis 24 m und waren nur 1,30 bis 1,50 m breit. An Aufbauten gab es ein Vorder- und ein Hinterkastell zum Übernachten der Schiffer. Die Fuldaschiffe konnten 250 bis 350 Zentner laden, waren mit zwei bis drei Mann besetzt und verfügten über Segel und Mast. Flussabwärts ging es meist mit eigener Kraft. Wo die Strömung nicht stark war, zum Beispiel vor den Durchlässen bzw. Schleusen, mussten die Schiffer staken, das heißt, das Schiff mit langen eisenbeschuhten Stangen (Staken) vom Grunde abstoßen und vorwärtsschieben. Erlaubte es der Wind, so wurde vom Segel Gebrauch gemacht. Wenn die Schiffe auf Sandbänken und sonstigen Untiefen hängen blieben, mussten die Schiffknechte ins Wasser und schieben.
Stromaufwärts war die Sache schwieriger. Hier wurden die Schiffe von ein oder zwei Paar Pferden an langen Leinen gezogen. Die Gespanne gingen hierbei am Ufer auf dem Treidelpfad. Er war meist befestigt und verlief, je nach Geländeverhältnissen, am rechten oder linken Ufer entlang. Beim Seitenwechsel gingen die Pferde kurzerhand durch das Wasser. Im Winter wurden sie im Schiff auf die andere Seite befördert. Die Gespanne für die landgräflichen Schiffe mussten in der Regel die anliegenden Dörfer stellen.
Der Dreißigjährige Krieg (1618–1648) vernichtete die junge Fuldaschifffahrt fast vollkommen. Erst Landgraf Carl von Hessen-Kassel blieb es dann wiederum vorbehalten, die Schifffahrt zu neuen Höhen zu führen. Warenumschlagplätze (Schlagden) gab es in Melsungen, Rotenburg und Hersfeld.
In Melsungen lebten im Jahr 1805 noch fünfzig Schifferfamilien. Auf dem Bad Hersfelder Stadtfriedhof erinnert noch ein Grabstein einer Schifferfamilie an diese Zeit. Die Fuldaschifffahrt kam aber ab 1849 wieder zum Erliegen, als die Bahnstrecke Bebra–Baunatal-Guntershausen gebaut wurde.
Die Fulda wurde ab 1890 durch den Bau von Staustufen reguliert; so entstanden zwischen Bebra und Kassel 5 sowie zwischen Kassel und Hann. Münden 8 Staustufen mit Nadelwehren, deren schlechte Bausubstanz und gefährliche Bedienungsweise seit den 1970er Jahren einer Erneuerung bedurfte. Einige wurden restauriert oder komplett neu gebaut, andere hingegen völlig abgerissen, so dass es heute im Fulda-Unterlauf ab Kassel nur noch 5 Staustufen gibt: Kassel, Wahnhausen, Wilhelmshausen, Bonaforth und Hann. Münden. Die höchste davon befindet sich unweit von Kassel – flussabwärts – bei Wahnhausen (bis 1980 erbaut): Sie weist 8,48 m Fallhöhe auf. Das zweifeldrige Walzenwehr in Kassel (1912) wurde von 1991 bis 1993 restauriert. Dadurch kann die Fulda von Kassel bis Hann. Münden als Schifffahrtsweg genutzt werden: In der warmen Jahreszeit verkehren dort einige Motorschiffe (Ausflugsverkehr), Ruder-, Paddel- und Sportboote. Die Kasseler Stadtschleuse von 1913 ist aktuell (2021) außer Betrieb, die Wiedereröffnung ist für Mai 2023 geplant.
32 km Flussstrecke vom Zusammenfluss mit der Werra bis oberhalb Kassel zählen zu den nicht klassifizierten Bundeswasserstraßen, die dem allgemeinen Verkehr dienen, die restlichen 77 km bis Mecklar dienen als sonstige Binnenwasserstraße des Bundes. Zuständig hierfür ist das Wasserstraßen- und Schifffahrtsamt Weser. Die Kilometrierung der Fulda beginnt am Wehr in Mecklar bei Kilometer 0 und endet am Zusammenfluss mit der Werra bei km 108,78.
Anfang des 20. Jahrhunderts sollte die Fulda Teil eines gigantischen Kanalsystems werden. So wurde der Bau einer Wasserstraße von der Nord- bzw. Ostsee bis zum Schwarzen Meer (über Weser, Fulda, Kinzig, Main und Donau) geplant. Teilweise waren bis zu 8 km lange Tunnel zur Unterquerung der Mittelgebirgszüge vorgesehen. Bei Bergshausen (etwa 10 km südöstlich von Kassel) wurde sogar mit dem Bau einer Talsperre begonnen. Ende der 1920er Jahre wurden jegliche Arbeiten und Planungen eingestellt.

### Schleusen
Die Schleusen der Fulda (siehe hierzu auch obigen Abschnitt Schifffahrtsweg) sind (flussabwärts betrachtet):
| Name der Schleuse                | Wasserstraßenkilometer | Daten                                                               | Baujahr                     |
| -------------------------------- | ---------------------- | ------------------------------------------------------------------- | --------------------------- |
| Schleuse Neumorschen             | 26,589                 | L 28 m / B 4,40 m / Hub- bzw. Fallhöhe 1,30 m                       | 1752                        |
| Schleuse Melsungen               | 42,445                 | L 24 m / B 4,40 m / Hub- bzw. Fallhöhe 1,10 m                       | 1752                        |
| Schleuse Guxhagen                | 61,083                 | L 24 m / B 4,40 m / Hub- bzw. Fallhöhe 1,20 m                       | 1752                        |
| Schleuse Neue Mühle/Kassel       | 75,770                 | L 24 m / B 4,60 m / Hub- bzw. Fallhöhe 1,35 m                       | 1752                        |
| Stadtschleuse Kassel             | 81,276                 | L 85 m / B 10 m / Drempeltiefe 1,50 m / Hub- bzw. Fallhöhe 2,84 m   | 1913, stillgelegt seit 2016 |
| Neue Stadtschleuse Kassel        | 81,276                 | L 35 m / B 6,75 m / Drempeltiefe 1,50 m / Hub- bzw. Fallhöhe 2,84 m | 2023                        |
| Schleuse Wahnhausen              | 93,48                  | L 35 m / B 6,75 m / Hub- bzw. Fallhöhe 8,50 m                       | 1980                        |
| Schleuse Wilhelmshausen          | 101,50                 | L 35 m / B 7,50 m / Hub- bzw. Fallhöhe 2,44 m                       | 1988                        |
| Schleuse Bonaforth               | 105,271                | L 35 m / B 7,50 m / Hub- bzw. Fallhöhe 2,41 m                       | 1990                        |
| Fuldaschleuse Hannoversch Münden | 108,247                | L 58 m / B 8,60 m / Hub- bzw. Fallhöhe 2,86 m                       | 1897                        |

### Fuldakraftwerke
Aktuelle Wasserkraftanlagen an der Fulda sind unter anderem:
| Ort                                         | Leistung [MW] | Betreiber                      | in Betrieb seit |
| ------------------------------------------- | ------------- | ------------------------------ | --------------- |
| Rotenburg a.d. Fulda, Flusskraftwerk        | 0,32          | Kraftwerk Haag GbR             | 1943            |
| Kassel, Niederzwehren, Kraftwerk Neue Mühle | 0,20          | Städtische Werke Kassel        | 1999            |
| Kassel, Wasserkraftanlage „Vogt'sche Mühle“ | 0,60          | Lange-Spohr                    | 1958            |
| Fuldatal, Laufwasserkraftwerk Wahnhausen    | 4,00          | Statkraft                      | 1980            |
| Hann. Münden, Wasserkraftwerk               | 0,22          | Wasserkraftwerk GmbH Kürschner | 1998            |

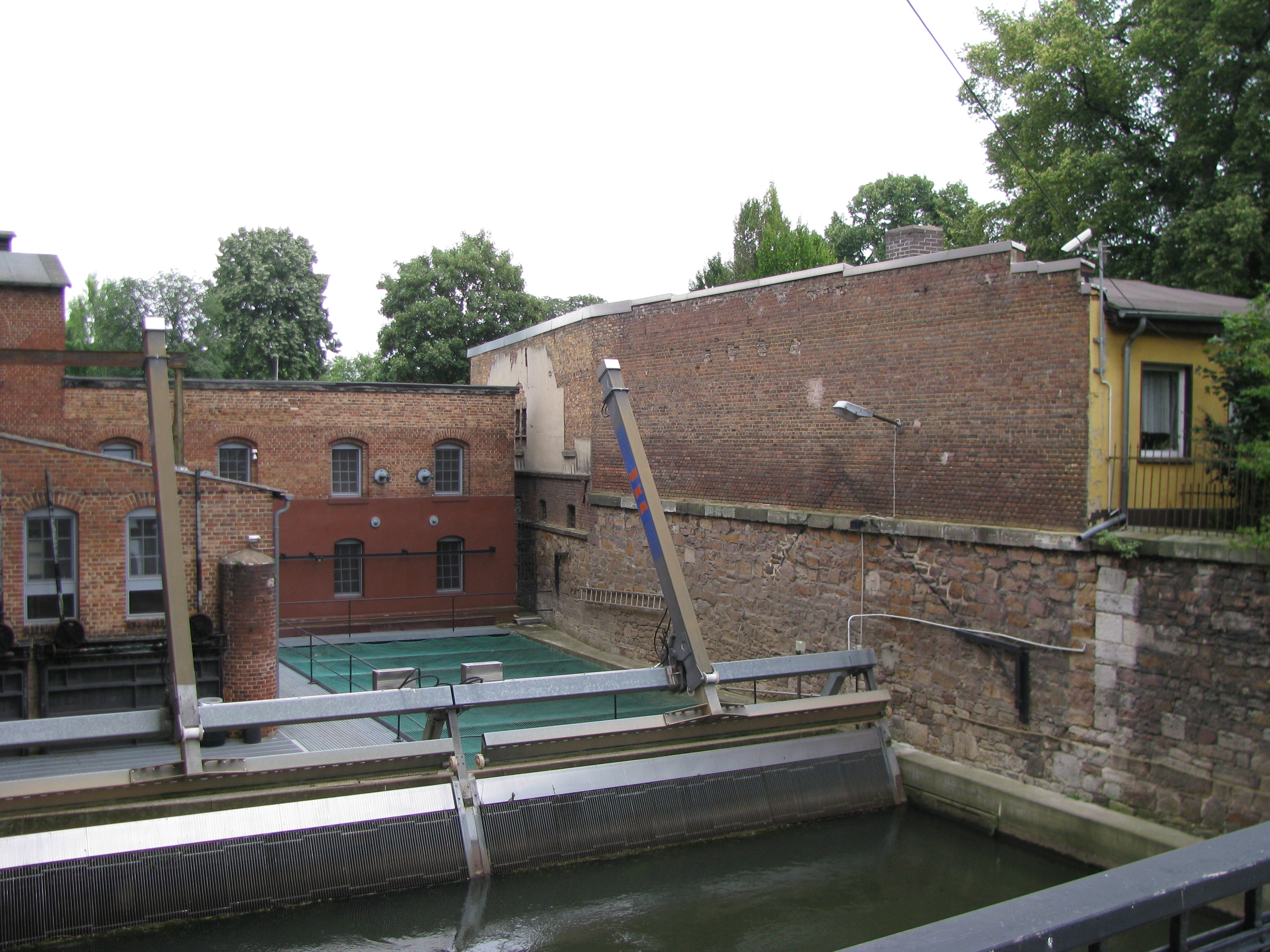
Wassereinlauf der Vogt’schen Mühle in Kassel
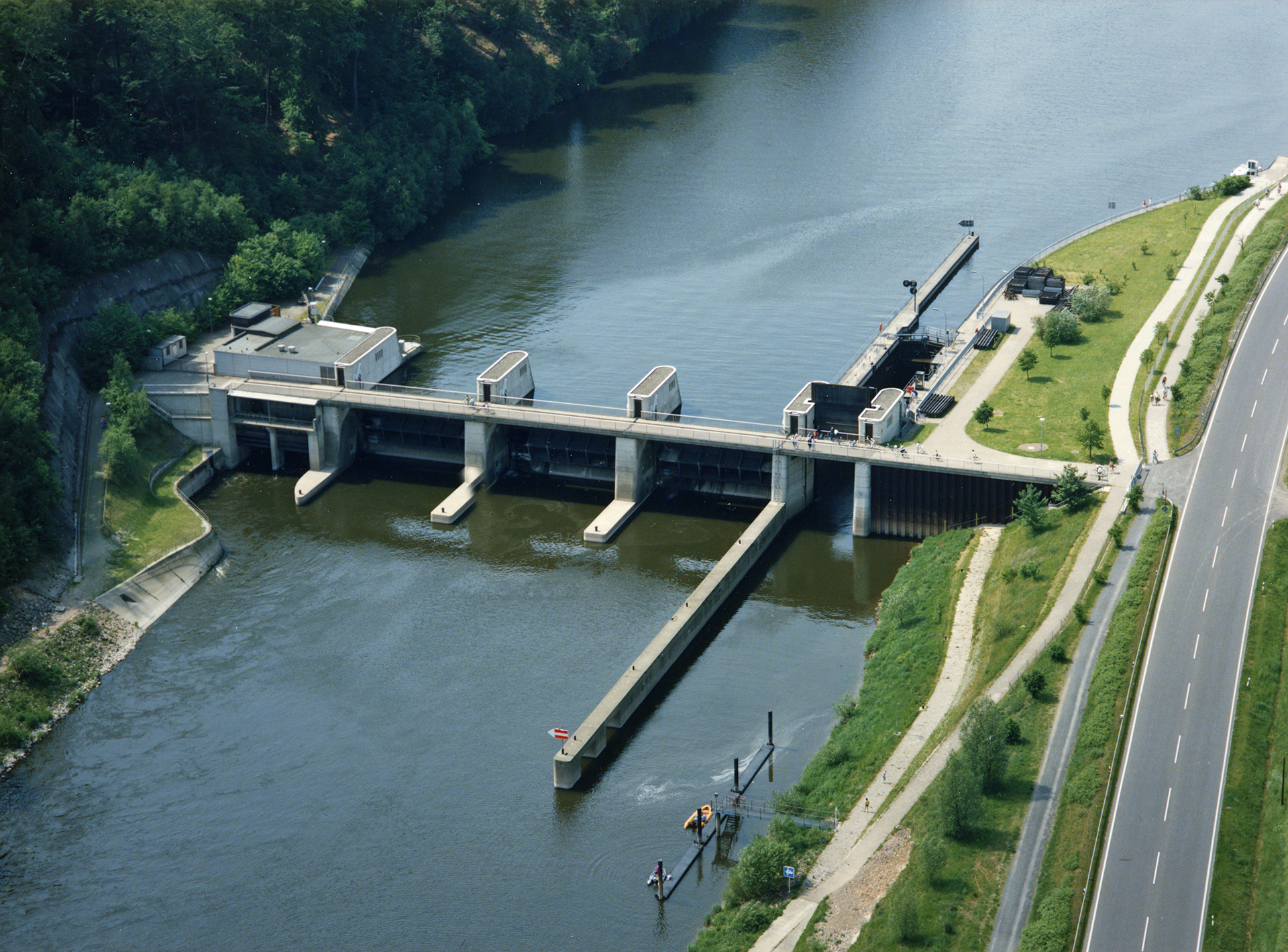
Staustufe Wahnhausen mit Kraftwerk (links), Wehranlage und Schleuse (rechts)
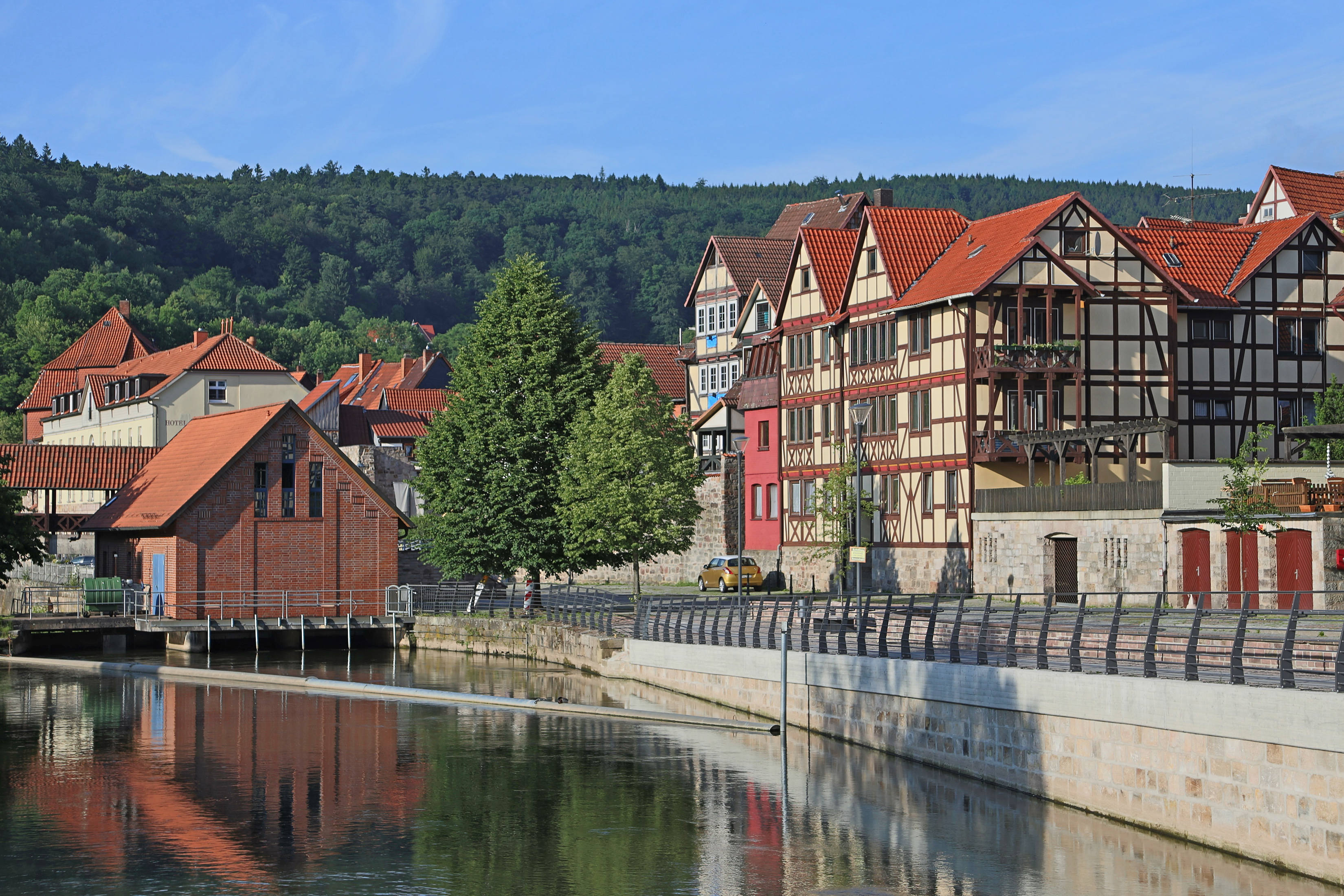
Wasserkraftwerk Kürschner in Hann. Münden

## Geschichte

### Namensherkunft
Die älteste Erwähnung des Namens findet sich in einer Urkunde des fränkischen Hausmeiers Karlmann aus dem Jahr 744. Dieser verschenkt auf Bitten des Bonifatius einen Ort, genannt Eihloha, „in ripa fluminis Fuldae“ für die Gründung des Klosters Fulda. In späteren Urkunden findes sich verbreitet die Namensform Uulta, so schon in einer Schenkungsurkunde an das Kloster aus dem Jahr 751 „iuxta fluvio, quod dicitur Uulta, in silva Bochonia“. Zusammensetzungen mit althochdeutsch aha, fließendes Wasser, als Uuldaha oder Fuldaha, werden gedeutet als eingefügt zur Unterscheidung zum Kloster und der späteren Stadt Fulda. Bereits die althochdeutsche Form wird als Fulda erschlossen. Für diesen Namen gibt es mehrere Deutungen. Eine Hypothese leitet es ab von altsächsisch folda, in der Bedeutung Erde, Land (vgl. hochdeutsch Feld), also „Landfluss“ oder „Feldfluss“. Dafür spricht, dass es Gewässernamen ähnlicher Form (Fold, Folda, Fulda) auch in Skandinavien gibt. Eine andere leitet den Namen ab von einem (erschlossenen) alten Adjektiv *fuldo, analog *fulla, zu hochdeutsch voll, da der Fluss an den meisten Stellen sein recht enges Tal fast ausgefüllt habe. Dies wird dann als Bildung analog zum Gewässernamen der Volme (von *Fulmana) gedeutet.
Nach einer These des Sprachforschers Edward Schröder wurde der Quelllauf der Fulda früher Gersfelder Wasser genannt, der anschließende Flussabschnitt Wanne. Auch den Namen der Stadt Gersfeld leitet er, über die historisch bezeugte Namensform Geresfeld (von 944), von einem historischen Gewässernamen *Gerisa ab, aus dem dann Gersfelder Wasser geworden sei. Diese Ableitungen wurden von späteren Forschern, etwa dem Philologen Hans Kuhn, bestritten. Dieser hält die Alternative, dass der Name Fulda ab dem Zusammenfluss der Quellbäche Wanne und Fliede üblich gewesen sei, für wahrscheinlicher, möglicherweise sei sogar von Anfang an der gesamte Lauf von der Quelle an schon Fulda genannt worden. Dies wurde später auch von Jürgen Udolph unterstützt. Die Namensform Gersfelder Wasser ist, abseits von Schröder und daraus zitierenden Werken, nur sehr selten bezeugt.

### Kleine Fulda
Im Kasseler Stadtgebiet existiert noch heute die Kleine Fulda, der Unterlauf der Drusel. Der Name stammt aus der historischen Entwicklung der Karlsaue, als diese noch im Rahmen eines Binnendeltas zu beiden Seiten von der Fulda umflossen wurde. Der westliche Flussarm hieß Kleine Fulda. Mit der weiteren Entwicklung bzw. Gestaltung der Parkanlagen im Mittelalter wurde dieser Arm teilweise zugeschüttet und im ehemaligen Flussbett der Kleinen Fulda der Küchengraben angelegt, ein sehr langgestreckter, nach wie vor vorhandener Teich. Das nördliche Ende des Arms ist immer noch – kanalisiert – als Drusel-Unterlauf erhalten und trägt den Namen Kleine Fulda.
Der Zusammenfluss eines Fulda- und Werra-Armes in Hann. Münden am Sydekumturm, der nach knapp 200 Metern in die Werra mündet, wird ebenfalls als Kleine Fulda bezeichnet.

### Wesersteine

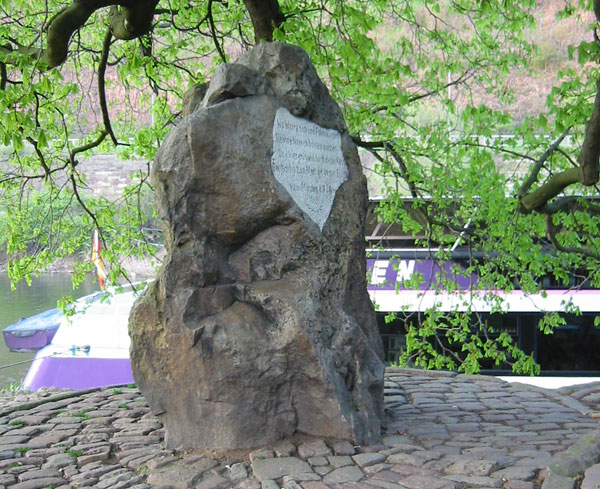
Alter Weserstein in Hann. Münden

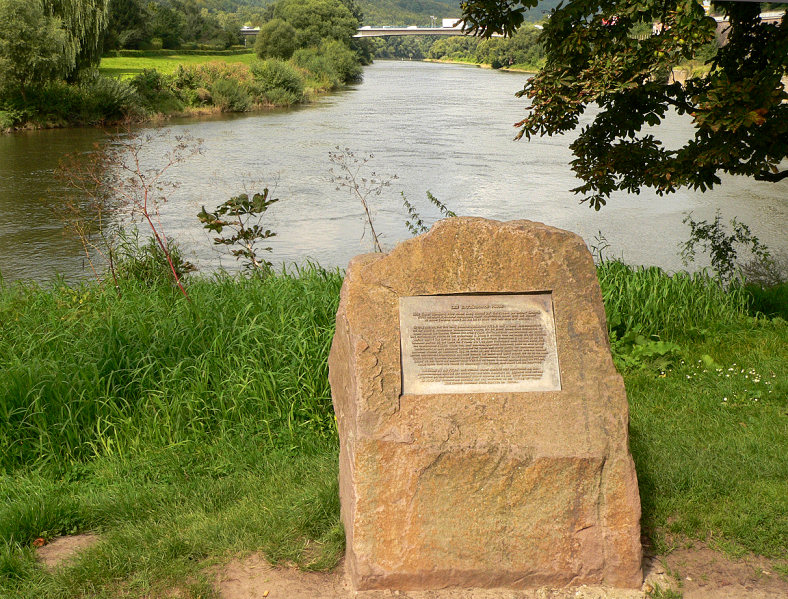
Neuer Weserstein in Hann. Münden

Am Zusammenfluss von Fulda und Werra, durch den in Hann. Münden die Weser entsteht, steht seit 1899 der alte Weserstein mit der Aufschrift:
Wo Werra sich und Fulda küssen

Sie ihre Namen büßen müssen,

Und hier entsteht durch diesen Kuss

Deutsch bis zum Meer der Weser Fluss.
Nebenan steht seit 2000 der neue Weserstein, dessen Aufschrift ironisch humorvoll über Fulda, Werra und Weser fabuliert.

## Wasserführung
Mit einem Abfluss von etwa 67 m³/s im Jahresmittel kann die Fulda einen höheren Abfluss aufweisen als die Werra, die länger ist und noch im ersten Jahrtausend namentlich nicht von der Weser unterschieden wurde. Ähnlich wie bei der Aare, die erst nach der Aufnahme von Reuss und Limmat auf ihren letzten Flusskilometern mehr Wasser als der Rhein aufweisen kann, wächst auch die Fulda erst durch die deutlich mehr Wasser führende Eder stark an, während sie auf dem größten Teil ihres Flusslaufes unter den Dimensionen der stetig anwachsenden Werra bleibt. Am Grebenauer Pegel, kurz oberhalb der Edermündung, beträgt der Abfluss im Jahresmittel 26,5 m³/s.
Der Betrieb der Edertalsperre dämpft die Hochwasser der Fulda. Ihre Zerstörung im Zweiten Weltkrieg sorgte für die mit Abstand größte Flut an den Ufern des Flusses. Am Pegel Guntershausen wurde der Abfluss am 1. Mai 1943 auf 2800 m³/s geschätzt. Die beiden nächstkleineren Werte von 980 (9. Februar 1946) und 968 m³/s (1. Januar 1926) liegen ebenfalls einige Dekaden zurück. Der vierthöchste Abflusswert wurde mit 747 m³/s am 24. Januar 1995 erreicht.

## Zuflüsse
Die wichtigsten Zuflüsse der Fulda sind:
Zur besseren Übersicht bzw. zur Sortierung flussabwärts ist pro Fließgewässer in die DGKZ-Ziffer nach der Zahl „42“, die für die Fulda steht, jeweils ein Bindestrich eingefügt. Die „Fulda-km“ berechnen sich aus der Differenz der 220,4 km Gesamtlänge zur jeweiligen auf WRRL ablesbaren Mündungsentfernung.
| Name                   | Lage   | Länge [km] | Einzugsgebiet [km²] | Abfluss (MQ) [l/s] | Mündung auf Fulda-km | Mündungshöhe [m. ü. NHN] | DGKZ   |
| ---------------------- | ------ | ---------- | ------------------- | ------------------ | -------------------- | ------------------------ | ------ |
| Schmalnau              | links  | 10,7       | 29,413              | 474                | 17,6                 | 348                      | 42-12  |
| Lütter                 | rechts | 17,5       | 50,686              | 672                | 22,6                 | 308                      | 42-14  |
| Fliede (Rüppersbach)   | links  | 22,1       | 271,424             | 3.627              | 32,8                 | 261                      | 42-2   |
| Giesel                 | links  | 7,2        | 42,596              | 295                | 34,9                 | 253                      | 42-32  |
| Lüder                  | links  | 36,4       | 190,001             | 2.306              | 51,4                 | 233                      | 42-36  |
| Rombach                | rechts | 9,1        | 22,052              | 135                | 63,3                 | 220                      | 42-38  |
| Schlitz                | links  | 43,3       | 314,572             | 3.715              | 65,7                 | 218                      | 42-4   |
| Schwarzbach            | rechts | 10,0       | 25,528              | 142                | 74,0                 | 212                      | 42-52  |
| Jossa                  | links  | 22,9       | 122,004             | 780                | 77,8                 | 210                      | 42-54  |
| Aula                   | links  | 22,6       | 124,787             | 919                | 83,7                 | 206                      | 42-56  |
| Geisbach               | links  | 22,1       | 76,227              | 576                | 100,3                | 198                      | 42-596 |
| Haune                  | rechts | 66,5       | 498,965             | 4.113              | 100,5                | 198                      | 42-6   |
| Solz                   | rechts | 21,4       | 91,517              | 682                | 103,5                | 196                      | 42-712 |
| Rohrbach               | links  | 18,0       | 73,9                | 487                | 108,1                | 193                      | 42-714 |
| Ulfe                   | rechts | 10,6       | 71,542              | 552                | 116,3                | 186                      | 42-72  |
| Solz                   | rechts | 10,2       | 20,016              | 158                | 118,3                | 186                      | 42-732 |
| Bebra                  | rechts | 10,0       | 18,197              | 113                | 119,8                | 186                      | 42-734 |
| Haselbach              | rechts | 11,9       | 31,537              | 221                | 121,7                | 185                      | 42-74  |
| Gude                   | rechts | 9,4        | 19,113              | 140                | 128,6                | 182                      | 42-752 |
| Beise                  | links  | 20,9       | 63,204              | 447                | 145,1                | 180                      | 42-76  |
| Pfieffe                | rechts | 21,5       | 117,082             | 1.235              | 150,8                | 173                      | 42-78  |
| Kehrenbach             | rechts | 12,1       | 36,228              | 359                | 154,1                | 167                      | 42-792 |
| Mülmisch               | rechts | 13,8       | 35,554              | 372                | 160,5                | 160                      | 42-794 |
| Schwarzenbach          | rechts | 6,7        | 12,029              |                    | 172,9                | 150                      | 42-798 |
| Eder                   | links  | 176,1      | 3.360,966           | 34.791             | 175,3                | 143                      | 42-8   |
| Bauna                  | links  | 17,2       | 47,37               | 334                | 178,3                | 142                      | 42-92  |
| Grunnelbach            | links  | 9,2        | 24,143              | 150                | 188,9                | 137                      | 42-94  |
| Drusel* (Kleine Fulda) | links  | 11,4       | 11,042              | 96                 | 192,4                | 136                      | 42-952 |
| Wahlebach              | rechts | 16,6       | 37,944              | 354                | 193,5                | 136                      | 42-954 |
| Ahne*                  | links  | 21,5       | 41,332              | 296                | 193,4                | 136                      | 42-958 |
| Losse                  | rechts | 28,9       | 120,576             | 1.418              | 195,4                | 135                      | 42-96  |
| Nieste                 | rechts | 21,8       | 88,131              | 921                | 195,8                | 135                      | 42-98  |
| Espe                   | links  | 8,6        | 24,313              | 160                | 203,6                | 132                      | 42-992 |
| Osterbach              | links  | 7,3        | 18,199              | 146                | 210,8                | 125                      | 42-994 |

*: Einzugsgebiet und Abfluss sind etwas größer als die Angabe in der Tabelle, da die Unterläufe mit Fulda-Abschnitten zusammengefasst werden!
Insbesondere geht aus der Tabelle hervor, dass die Eder beim Zusammenfließen mit der Fulda mit 176,1 km gegenüber 175,3 km knapp länger ist als diese. Da überdies das Einzugsgebiet der Eder mit 3360,966 km² die 2996,704 km², die die Fulda vor dem Zusammenfließen umfasst, übersteigt und auch die Abflussmenge der Eder bis dort größer ist (MQ: 34.791 l/s gegenüber 27.018 l/s), müsste man die historisch als „Nebenfluss“ aufgefasste Eder also mindestens als gleichberechtigten Hauptfluss des Fulda-Systems ansehen.

## Wasserqualität
Die Gewässergüte der Fulda, ermittelt nach dem Saprobiensystem, erreichte im Jahr 1994 und 2000 weit überwiegend die Gewässergüteklasse II (mäßig belastet), dies entspricht dem anzustrebenden Zielwert für Flüsse. Dem gegenüber war die Gewässerstrukturgüte, ein Maß für die Natürlichkeit und den Ausbaugrad des Gewässerbetts, noch fast durchgehend schlechter, überwiegend in den Klassen „deutlich verändert“ oder „stark verändert“. Noch 1976 war die Gewässergüte auf längeren Strecken, etwa unterhalb der Kläranlage der Stadt Fulda und in und unterhalb der Stadt Kassel kritisch belastet (Gewässergüteklasse II-III), hatte sich also, vor allem durch den Neubau und die Optimierung von Kläranlagen, deutlich verbessert. Seit 2000 wird der Zustand der Fließgewässer in Hessen nach den Vorgaben der Wasserrahmenrichtlinie auf anderer methodischer Grundlage ermittelt. Dabei wird an vielen Messstellen an der Fulda derzeit sowohl der gute ökologische Zustand wie der gute chemische Zustand, der jeweils gesetzlich anzustreben wäre, verfehlt. Bei den chemischen Werten sind insbesondere zu hohe Gehalte an Herbiziden wie Isoproturon, von Fluoranthen und der als Imprägnier- und Feuerlöschmittel eingesetzten Perfluoroctansulfonsäure (PFOS) problematisch.

## Ortschaften
flussabwärts sortiert
- Gersfeld-Obernhausen
- Gersfeld
- Ebersburg-Schmalnau
- Ebersburg-Ried
- Eichenzell-Lütter
- Eichenzell-Rönshausen
- Eichenzell-Welkers
- Eichenzell
- Eichenzell-Löschenrod
- Fulda-Ziegel
- Fulda-Bronnzell
- Fulda-Kohlhaus

- Fulda
- Fulda-Neuenberg
- Fulda-Horas
- Fulda-Gläserzell
- Fulda-Kämmerzell
- Fulda-Lüdermünd
- Schlitz

- Niederaula
- Kerspenhausen
- Bad Hersfeld

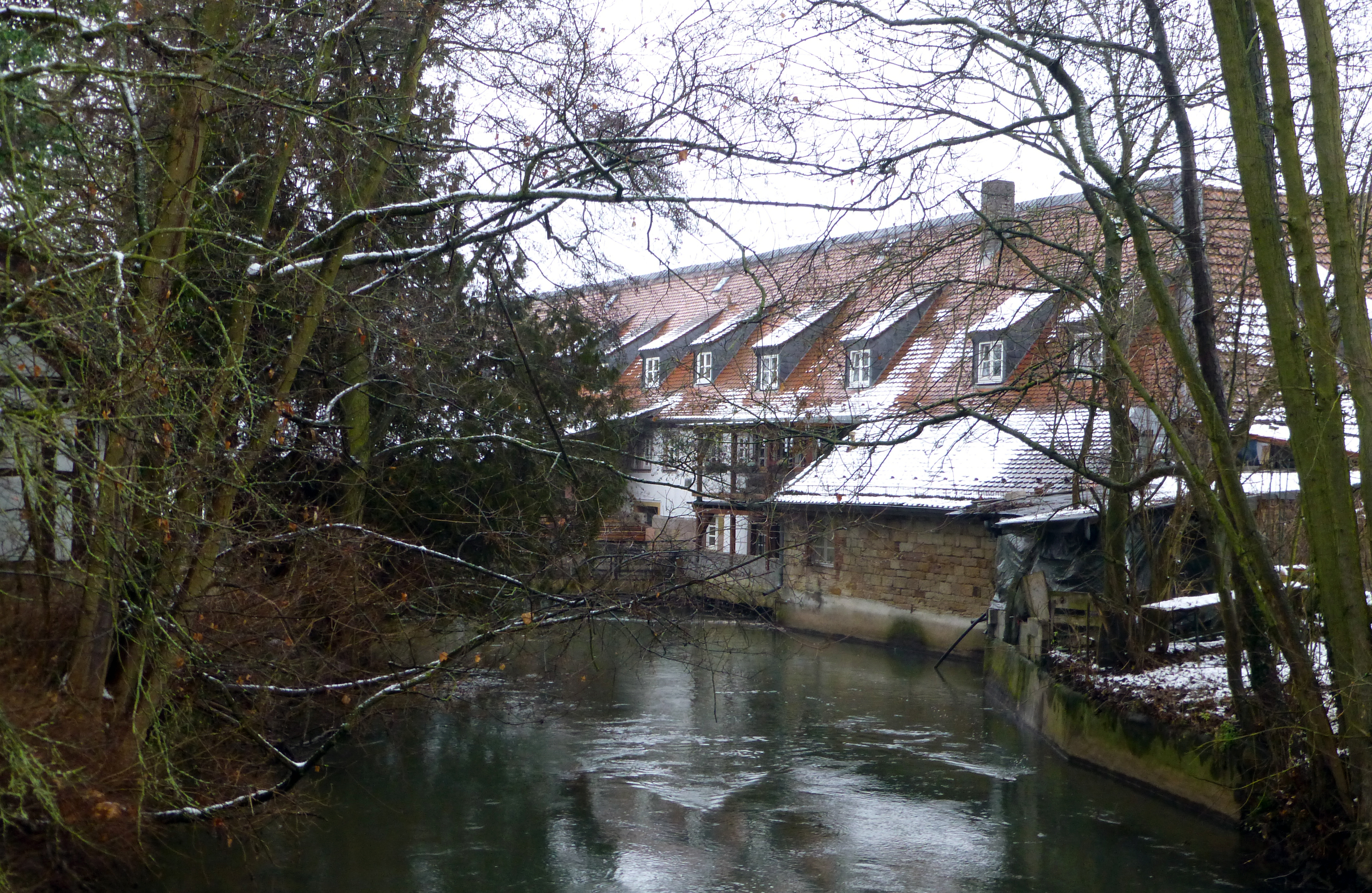
Wiesenmühle an der Fulda westlich der Innenstadt von Fulda

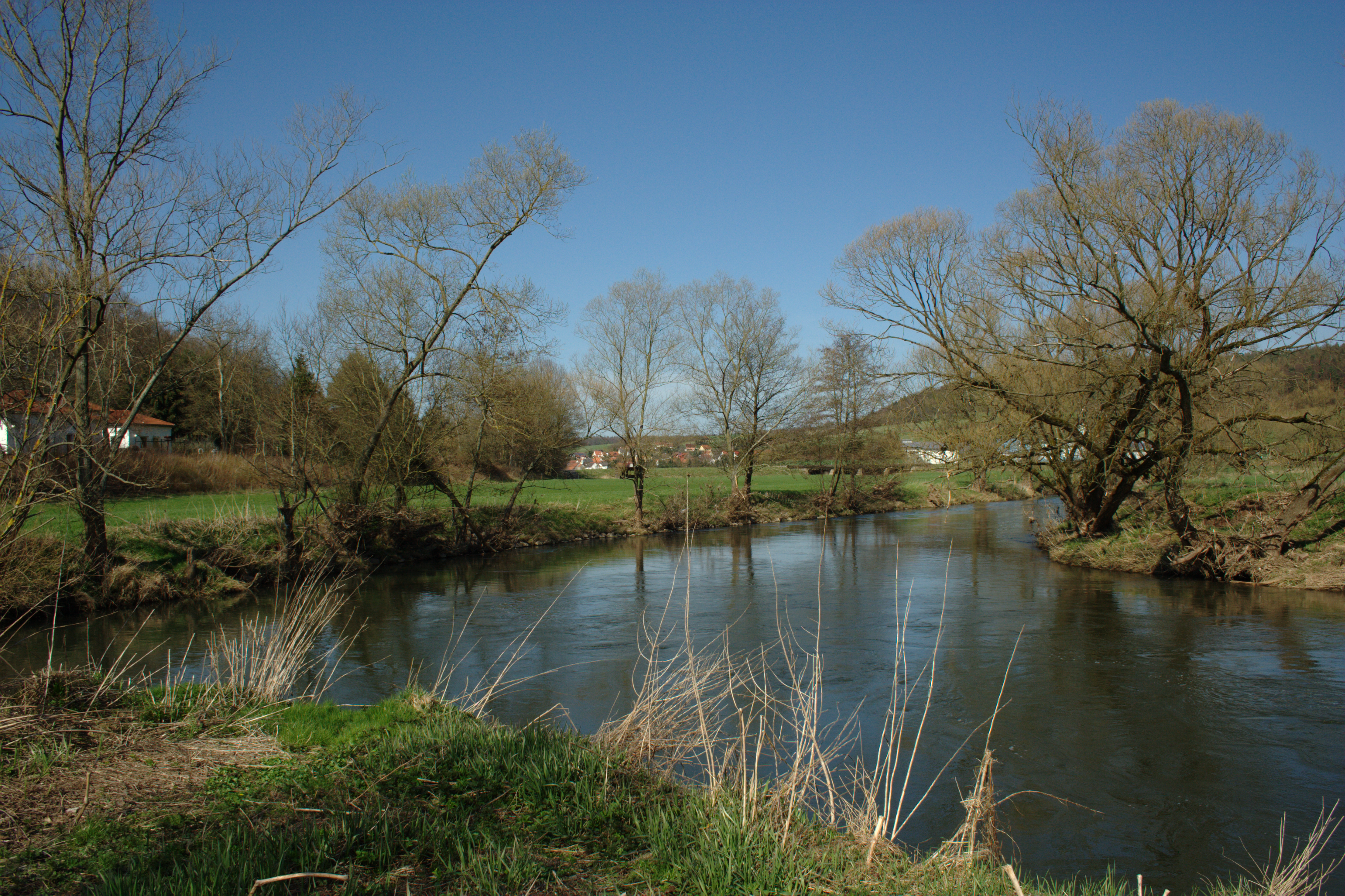
Mündung der Schlitz (links) in die Fulda bei Hutzdorf

- Mecklar (Gemeindegemarkungsgrenze zu Bebra-Blankenheim, ab hier Bundeswasserstraße = Flusskilometer 0)
- Blankenheim (km 2,0)
- Breitenbach (km 5,8)
- Bebra (km 7,0)
- Lispenhausen (km 10,0)

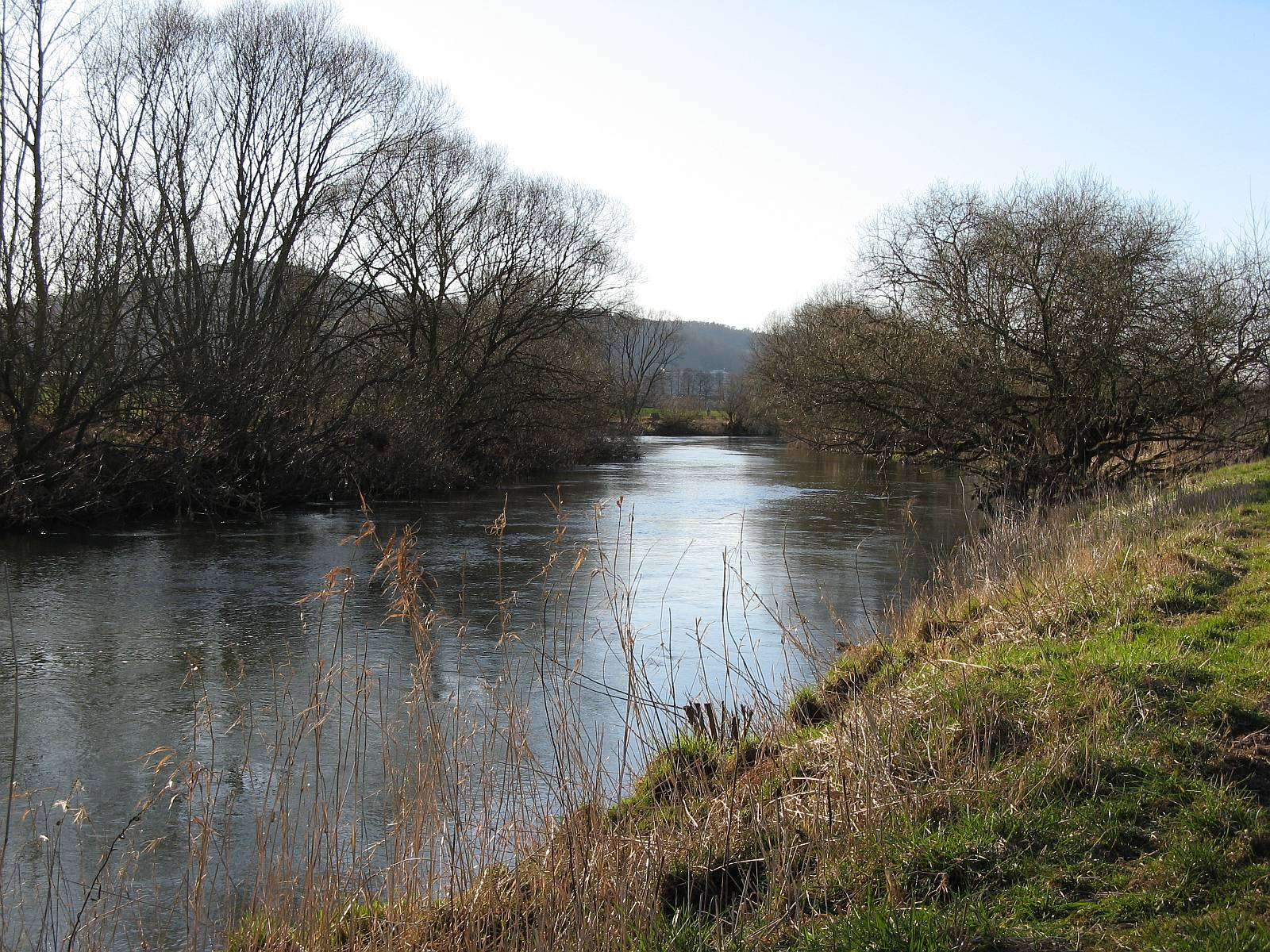
Die Fulda zwischen Lispenhausen und Rotenburg

- Rotenburg a.d. Fulda (km 12,0) mit Staustufe, Flusskraftwerk und historische Schleuse
- Braach (km 15,0)
- Baumbach (km 18,0)
- Niederellenbach (km 21,5)
- Konnefeld (km 24,0)
- Morschen (km 26,8)
- Binsförth (km 30,0)
- Beiseförth (km 34,0)
- Malsfeld (km 36,5)
- Melsungen (km 42,0)
- Schwarzenberg (km 45,0)
- Röhrenfurth (km 46,6)
- Lobenhausen (km 50,0)
- Körle (km 51,0)
- Wagenfurth (km 52,0)
- Grebenau (km 54,0)
- Büchenwerra (km 58,4)
- Guxhagen (km 61,0)

- Guntershausen (km 66,0)
- Fuldabrück (km 69,0)
- Bergshausen (km 74,0)

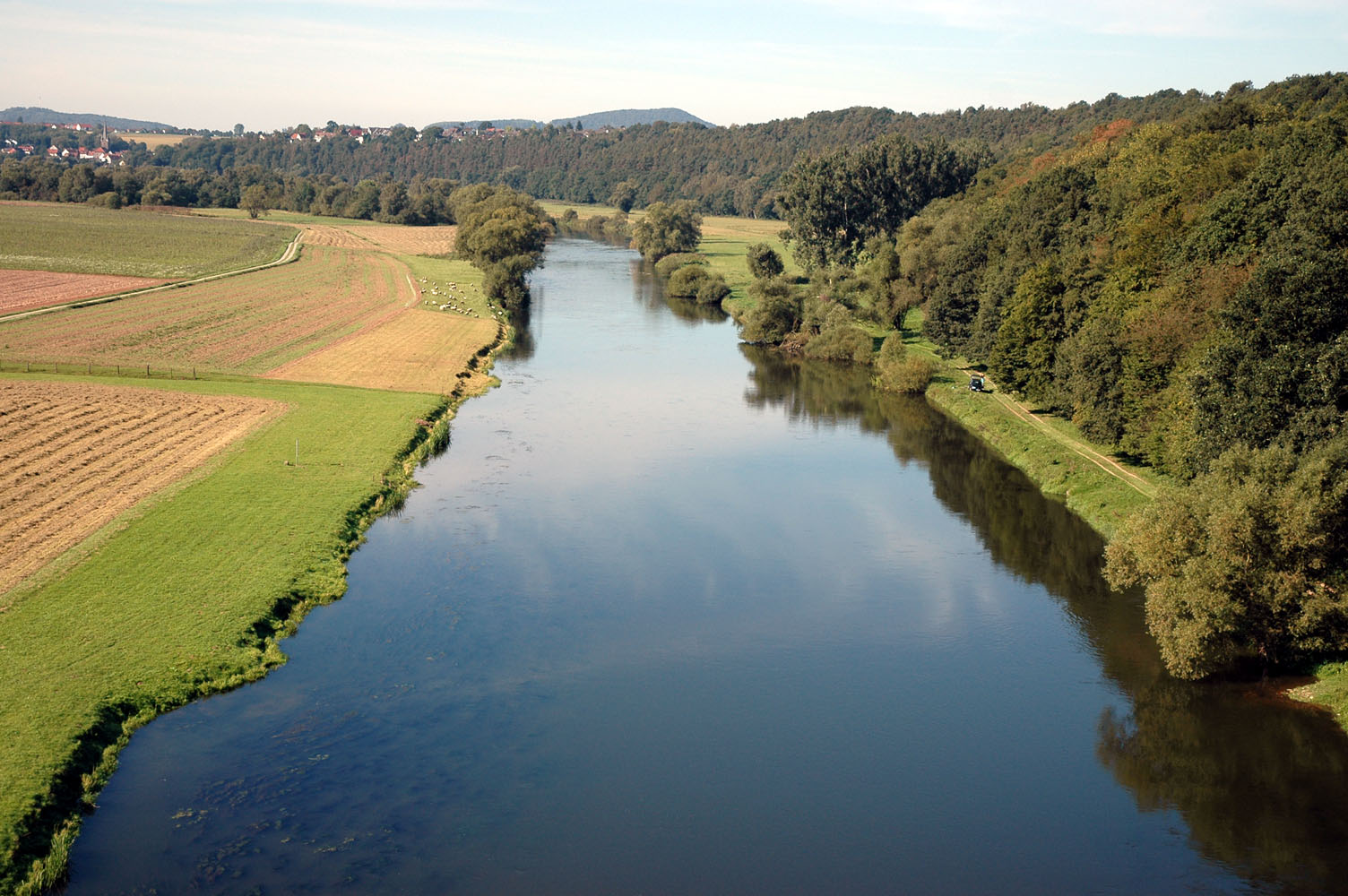
Blick auf das Fulda-Tal vom Viadukt der Eisenbahnstrecke Bebra–Kassel bei Baunatal-Guntershausen (Sept. 2006)

- Kassel (km 81,0) mit Hafen, Wehr und Schleuse
- Spiekershausen (km 88,5)
- Wahnhausen (km 94,7) mit Staustufe, Flusskraftwerk und Schleuse
- Speele (km 97,5)
- Wilhelmshausen (km 101,2) mit Staustufe und Schleuse
- Bonaforth (km 105,3) mit Staustufe und Schleuse
- Hann. Münden (km 108,2) mit Hafen, Wehr, Flusskraftwerk und Schleuse
- Weserstein (km 108,7)